# West Ham (circonscription britannique)
Pour les articles homonymes, voir West Ham.
Circonscription parlementaire de la Chambre des communes
La circonscription de West Ham est une circonscription électorale anglaise située dans le Grand Londres, et représentée à la Chambre des communes du Parlement britannique depuis 2005 par Lyn Brown du Parti travailliste.

## Géographie
La circonscription comprend :
- La partie ouest du borough londonien de Newham
- Les quartiers de Stratford et West Ham

## Députés
Les Members of Parliament (MPs) de la circonscription sont :
Depuis 1885
| Législature                                         | Années       | Député    | Député     | Parti        |
| --------------------------------------------------- | ------------ | --------- | ---------- | ------------ |
| West Ham issue de Newham North West et Newham South |              |           |            |              |
| 52e                                                 | 1997–2001    |           | Tony Banks | Travailliste |
| 53e                                                 | 2001–2005    |           | Tony Banks | Travailliste |
| 54e                                                 | 2005–2010    | Lyn Brown |            | Travailliste |
| 55e                                                 | 2010–2015    | Lyn Brown |            | Travailliste |
| 56e                                                 | 2015–2017    | Lyn Brown |            | Travailliste |
| 57e                                                 | 2017–2019    | Lyn Brown |            | Travailliste |
| 58e                                                 | 2019–Présent | Lyn Brown |            | Travailliste |